# ジョージ・ヤコブ・ホリョーク
ジョージ・ヤコブ・ホリョーク（George Jacob Holyoake, 1817年4月1日 - 1906年1月22日）は
イギリスの政治活動家、思想家。労働者階級の向上を目指した大衆運動を指導し、自由主義思想を擁護した。協同組合運動に注力し多大な貢献をした。その他にも多くの業績をのこしており、主なものとしてはジョン・スチュアート・ミルと共に女性解放運動を創始したこと、世俗主義の語を創出したこと、週休二日制を提唱したことなどが挙げられる。

## 人物
1836年にロバート・オウエンの講義を聴きその思想に傾倒した。1841年にオウエン主義運動が宗教界から攻撃を受けると、運動は宗教活動に擬製されるようになったが、ホリョークはこれを批判し反宗教的な見解を公にするようになった。1842年のチェルテナムでの講演の後に神への冒涜の容疑で逮捕された。イギリスでこの罪に問われ投獄されたのはホリョークが最後であった。6か月間刑務所に収容され重犯罪人として処遇されたが、釈放を嘆願せず、恭順の意を示すことも拒否した。世論は当局の対応を非難した。釈放後、再びチェルテナムで同じ講演を行ったが、今度は逮捕されなかった。
世俗主義という言葉は1846年のホリョークの著書 English Secularismで初めて定義された。1851年から1853年にかけて自由思想者のための組織として英国世俗協会を設立したが、無神論の立場から世俗主義を唱えるチャールズ・ブラッドローと対立し、組織は分裂した。
協同組合運動については、他のオウエン主義者がそれを取るに足らないものとみなしていた時期に、この運動を支援していた。1844年にロッチデール先駆者協同組合が発足すると、組合を支援し、またその活動記録を新聞に寄稿した。1848年頃には運動に加わるオウエン主義者も現れた。1857年にロッチデールの組合についてまとめた小冊子 Self-Help by the Peopleが公刊されると、多くの言語に翻訳され、世界各国の協同組合運動に影響を与えた。その後も協同組合運動の発展に貢献した。国際協同組合同盟はホリョークの功績を讃え、1911年に新設された本部をホリョーク・ハウスと名付けた。
ホリョークは50代になると偏見を持たなくなり、党派、思想によらず誰にでも敬意をはらうことができた。また、どの階級からも高い評価を得ていた。1906年のホリョークの葬儀には、あらゆる派の政治思想家、あらゆる立場の宗教家が参列していたと伝えられている。

## 年表
- 1817年4月1日 バーミンガムで生まれる。
- 1832年、バーミンガム政治連盟に加入。
- 1833年、職能別労働組合に加入。
- 1834年、バーミンガムに工科学校が設立され入学。文法、論理学、数学、天文学、機械工学を学ぶ。
- 1836年、ロバート・オウエンの講義を聴き、その思想に傾倒する。
- 1846年、 English Secularismを公表し世俗主義を提唱する。
- 1857年、ロッチデール先駆者協同組合の活動をまとめた Self-Help by the Peopleを公表し、世界各国の協同組合運動に影響を与える。
- 1851年、英国世俗協会(National Secular Society)を設立。
- 1860年、イタリアのジュゼッペ・ガリバルディ支援の為、義勇兵を募集する。
- 1863年、協同組合運動家のエドワード・オーエン・グリーニングと親交を持つ。二人は生涯の友人となった。
- 1892年、国際協同組合同盟(the International Co-operative Alliance : ICA)の設立に協力する。
- 1906年1月22日 死去